# Bibio abbreviatus
Bibio abbreviatus är en tvåvingeart som beskrevs av Friedrich Hermann Loew 1864. Bibio abbreviatus ingår i släktet Bibio och familjen hårmyggor. Inga underarter finns listade i Catalogue of Life.